# Софтверско надувавање
Софтверско надувавање (енгл. software bloat, bloatware, такође и elephantware) процес је у коме узастопне верзије рачунарског програма постају знатно спорије, користе више меморије и струје за обраду података или имају веће хардверске захтеве него претходне верзије, док је у исто време програм побољшан у дубиозним особинама.
Због бројних својстава и могућности, програмска подршка може захтевати знатан простор на диску и у РАМ-у, па се због тога назива bloatware-ом (надувани софтвер).
Овај појам се не користи конзистентно. Често га крајњи корисници користе у погрдном смислу за описивање нежељених промена корисничког окружења, чак и ако те промене нису имале никаквог утицаја или су мало утицале на хардверске захтеве.
Код софтвера дужег животног циклуса, надувавање кода може се појавити кад се софтверски опслужује велико и разнолико тржиште које је различитих захтева. Већина крајњих корисника осећаћe да им је потребна само мања количина доступних функција, а захтеве осталих корисничких скупова сматраћe као непотребне, чак и ако особе различитих захтева заиста користе те друге могућности.

## Примери
| Верзија Windows-а    | Процесор | Меморија | Хард диск |
| -------------------- | -------- | -------- | --------- |
| Windows 95           | 25 MHz   | 4 MB     | ~50 MB    |
| Windows 98           | 66 MHz   | 16 MB    | ~200 MB   |
| Windows 2000         | 133 MHz  | 32 MB    | 650 MB    |
| Windows XP (2001)    | 233 MHz  | 64 MB    | 1.5 GB    |
| Windows Vista (2007) | 1 GHz    | 1 GB     | 15 GB     |
| Windows 7 (2009)     | 1 GHz    | 1 GB     | 16 GB     |
| Windows 8 (2012)     | 1 GHz    | 1 GB     | 16 GB     |
| Windows 10 (2015)    | 1 GHz    | 1 GB     | 16 GB     |

Еплов iTunes је био оптужен за надувавање софтвера, и то због њихових покушаја да од програма за пуштање мултимедијалног садржаја направе платформу за е-трговину и рекламирање, па је бивши уредник часописа PC World, Ед Бот, оптуживао компанију за њено лицемерје у рекламним нападима на сличне праксе Windows-а.
Microsoft Windows је често био критикован као надувани софтвер — у вези са оперативним системом Windows Vista, Мајкрософтов инжењер Ерик Трот навео је да „многи људи сматрају да је Windows ове величине надувани оперативни систем и да је то можда фер карактеризација... Али у свом језгру, кернел и компоненте које чине само срце оперативног система су заправо поприлично поједностављене”. Ед Бот је такође изразио скептицизам, наводећи да је скоро сваки оперативни систем који је Мајкрософт икада продао био карактерисан као надуван када је први пут изашао; чак и они који се данас сматрају правом супротношћу тога, попут MS-DOS-а. Windows интерфејс за програмирање апликација се такође може сматрати надуваним, с обзиром на то да покушава да створи компатибилност са ранијим верзијама, што је резултовало веома неелегантним кодом према данашњим стандардима. За разлику од њега, .NET језици, попут C#, имају много модернији интерфејс.